# Кобоплу (исар)
Кобоплу — развалины укрепления X—XIII века, расположенные на одноимённой горе (также называемой Кабоплу, Кабоньлу, Кабоп-Кая, Кавоплу) в 3,5 км к северо-западу от села Краснокаменка на Южном берегу Крыма.

## Описание
Укрепление расположено на куполообразной вершине горы высотой 993 м, с крутым южными скальным обрывом. Проход на вершину возможен по единственной тропе с запада через небольшую расселину на склоне, ранее колёсной дороге. В средневековье она перекрывалась в некоторых местах невысоким парапетом — нужды в других оборонительных сооружениях не было. Внутренние размеры крепости 155 на 90 м, она имеет площадь 0,9 гектара, на которой видны развалины примерно 12 строений на естественных террасах размерами 6,4 на 3,5—5 м. По всей территории рассеяна средневековая керамика, на высшей точке плато по следам вырубки в скале определяются остатки крупного сооружения, возможно — церкви. Крепость располагалась (в паре с укреплением Гелин-Кая) у древней торговой дороги (сейчас — едва заметной и очень давно заброшенной) с Южного берега во внутренние районы полуострова. Существует версия, что крепость была построена феодоритами как пограничная с капитанством Готия генуэзских колоний и как «противовес» Гурзуфской крепости.